# 筑紫野市立二日市東小学校
筑紫野市立二日市東小学校（ちくしのしりつ ふつかいちひがししょうがっこう）は、福岡県筑紫野市紫七丁目にある公立小学校。

## 沿革
- 1956年（昭和31年） - 筑紫野市立二日市小学校から分離して開校

## 交通手段
- 西鉄天神大牟田線朝倉街道駅よりタクシーで5分、徒歩で15分

## 著名な関係者

### 教職員
- 神本美恵子 - 参議院議員、元文部科学大臣政務官